# Estarcão
O estarcão consistia em uma peça da armadura medieval, ele oferecia proteção ao corpo e aparentemente era uma variedade da cota de malha, posto que em sua confecção podia ser produzido ou sob a forma de uma chapa de metal forjada, ou ainda ter ainda na forma de malha (embora não especificado em fontes se esta seria uma malha de anéis ou tecido, é provavel que o material fosse igualmente de metal como a variedade da chapa de ferro).
O diferencial do estarcão é que ele, embora fosse caracterizado como armadura pesada, tinha semelhança com a sobrecota, uma peça leve, pois trazia as armas da casa de seu usuário pintadas sobre o peito.

## Referência
- COIMBRA, Álvaro da Veiga, Noções de Numismática. SP. Secção Gráfica da Faculdade de Filosofia, Ciências e Letras da Universidade de São Paulo, 1965.